# Tony Hand
Anthony Hand, detto Tony (Edimburgo, 15 agosto 1967), è un allenatore di hockey su ghiaccio ed ex hockeista su ghiaccio britannico.

## Carriera

### Club
Considerato uno dei più forti giocatori britannici di sempre, ha giocato pressoché esclusivamente con squadre britanniche, nonostante fosse stato scelto dagli Edmonton Oilers all'ultimo giro del draft 1986. Superate infatti le selezioni rinunciò ad un contratto per giocare in squadre satellite juniores degli Oilers per tornare in patria, disputando solo tre incontri coi Victoria Cougars.
Dal 2001 al 2015 ha ricoperto il ruolo di allenatore-giocatore per diverse squadre (Dundee Stars, Edinburgh Capitals, Manchester Phoenix) prima di decidere, ad oltre 47 anni, di appendere i pattini al chiodo per dedicarsi completamente all'attività di allenatore.

### Nazionale
Ha vestito la maglia della nazionale britannica tra il 1986 ed il 2007, prendendo parte a 11 edizioni dei mondiali, una delle quali di gruppo élite (Italia 1994).
Della nazionale è stato anche dapprima assistente allenatore (2008) e poi capo allenatore (2011-2013). Ha guidato anche la nazionale Under-18 ai mondiali del 2018, ed è stato team manager della selezione Under-20 nella stagione 2019-2020.

## Vita privata
Anche il fratello maggiore Paul ed il cugino Scott Neil sono stati giocatori di hockey su ghiaccio ed hanno militato nella nazionale del Regno Unito.

## Palmarès

### Club
- Scottish National League: 1

Murrayfield Racers: 1981-1982
- British Premier League: 2

Murrayfield Racers: 1986-1987, 1987-1988
- British National League: 1

Dundee Stars: 2001-2002
- EPIHL Regular season: 2

Manchester Phoenix: 2010-2011, 2013-2014
- EPIHL Playoff: 1

Manchester Phoenix: 2012-2013

### Individuali
- Introduzione nella IIHF Hall of Fame - Categoria Premio Torriani

2017